# Ура.ру
Ура.ру (URA.RU) — российское информационное интернет-агентство, основанное в 2006 году, специализируется на новостях Уральского федерального округа и Пермского края. Крупнейшее интернет-СМИ Уральского региона (по состоянию на 2009 год), центральная редакция находится в Екатеринбурге.
Официальное название (с 2016 года) — Информационно-аналитическое агентство «УРА.РУ».

## История

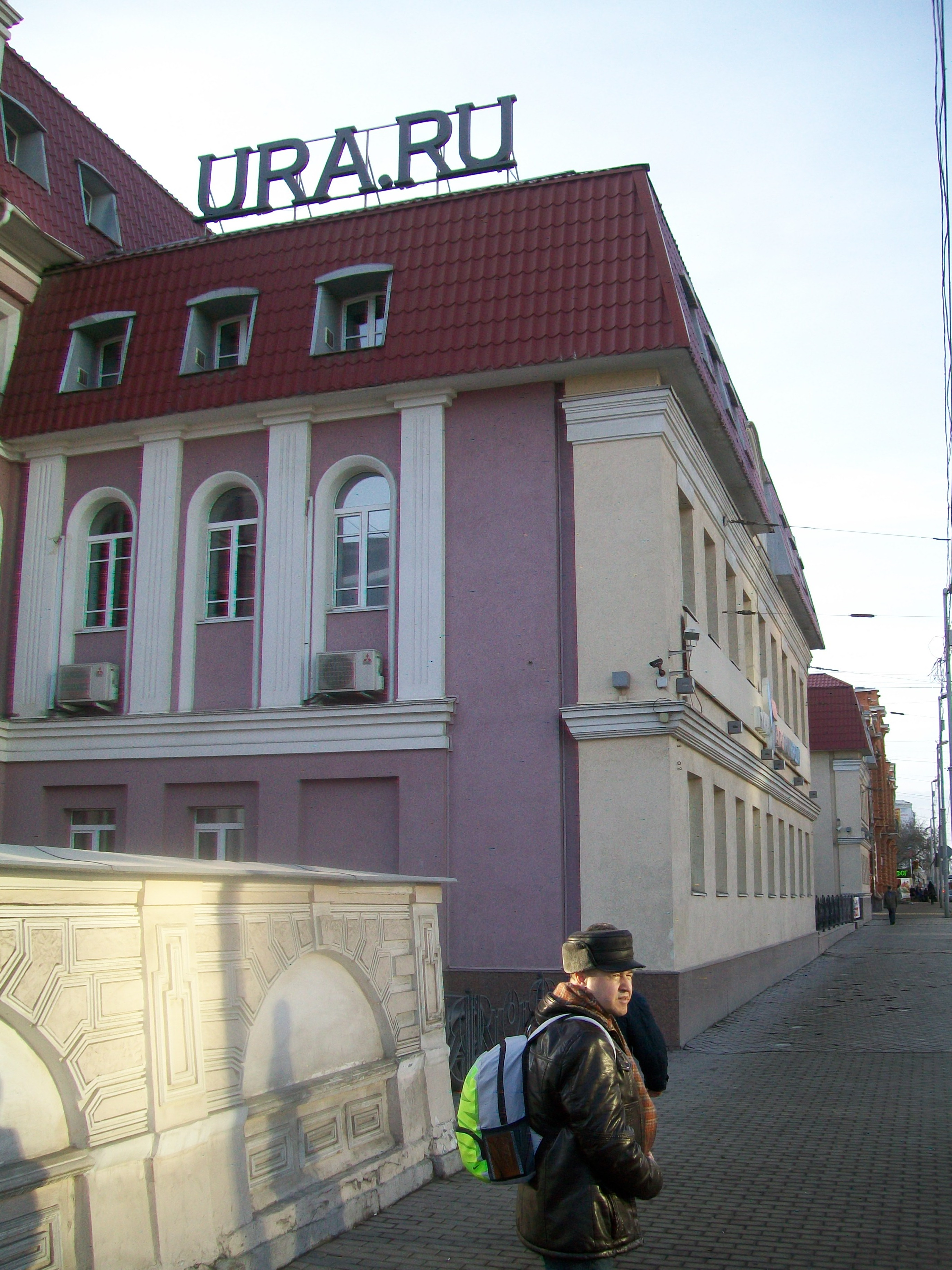
Здание, где располагается Ura.ru в Екатеринбурге (апрель 2017 года)

URA.Ru было создано журналисткой Аксаной Пановой в 2006 году.
Информационное агентство публиковало различные новости, прежде всего связанные с регионами Урала, с возможностью их комментирования. В день парламентских выборов в России 4 декабря 2011 г. ЦИК РФ опубликовала специальное заявление, обвинив URA.Ru в неправомочной публикации предварительных итогов голосования.
14 декабря 2011 года объявило о продаже своей доли австрийской компании «BF TEN Holding GmbH» и открытии офиса в Москве. По информации СМИ, в действительности компания принадлежит бизнесменам Артёму Бикову и Алексею Боброву.
С 2012 года, после продажи доли в компании, главным редактором издания стал Михаил Вьюгин. В ноябре 2012 года прежний состав редакции под руководством главного редактора Аксаны Пановой и ведущего журналиста Дмитрия Колезева сообщил о прекращении работы и запуске новой интернет-газеты «Znak.com».
В январе 2014 года по обвинению в вымогательстве Панова была приговорена к двум годам условно и штрафу в 400 тыс. рублей. Ей также было запрещено заниматься журналистикой в течение двух лет (в мае Свердловский областной суд внёс изменение в приговор, разрешив заниматься трудовой деятельностью в СМИ). В ноябре того же года URA.Ru отсудило у Пановой 27,5 млн рублей в качестве компенсации убытков, понесённых изданием за время её руководства. Сама журналистка своей вины по обоим делам не признавала, хотя признала существование в своих изданиях практики публикации под видом «договоров информационного сотрудничества» заказных материалов без указания рекламного характера.
В феврале 2015 года редакция сообщила о решении сменить формат, поскольку ей надоело «работать ради увеличения количества кликов и ехидных комментариев анонимов». Ряд сотрудников агентства на условиях анонимности сообщил СМИ о том, что это решение продиктовано несогласованностью коллектива URA.Ru и инвесторов в формировании редакционной политики, на которую оказывает существенное влияние губернатор Свердловской области Евгений Куйвашев через дружественных ему учредителей. По словам директора информагентства Михаила Вьюгина часть читателей и акционеров настаивают, что оппозиционное СМИ на Урале не востребовано и URA.ru должно стать патриотическим.
5 июня 2025 года в редакции URA.RU в Екатеринбурге, а также в квартирах сотрудников, прошел обыск, были задержаны руководитель свердловской редакции Денис Аллаяров, журналисты Сергей Бодров и Анна Салымская. Как сообщало URA.RU, «следователей интересуют источники происхождения информации о событиях криминального характера в Свердловской области». При этом адвокатов не пускали в редакцию и запретили им общаться с задержанными сотрудниками URA.RU. По данным телеграм-канала Baza, в марте 2025 года был задержан бывший сотрудник полиции, который продавал криминальные сводки редакции.

## Популярность
По данным Liveinternet.ru сайт URA.Ru на январь 2015 года занимает четвёртое место по посещаемости в рейтинге сайтов СМИ Свердловской области По данным компании «Медиалогия» информационное агентство URA.Ru является вторым в рейтинге медиаресурсов Свердловской области за IV квартал 2014 года, основой для построения которого стал Индекс Цитируемости. До этого, в течение трёх лет, URA.Ru являлось лидером этого рейтинга, в том числе первые два квартала 2013 года.
С 1 декабря 2012 года главным редактором информационного агентства стал Михаил Вьюгин (ранее, ведущий журналист агентства, сотрудничающий с «Независимой газетой»). С этого момента агентство сменило команду, а также местоположение редакции.
Изначально URA.Ru работало в регионах Уральского федерального округа (УрФО) с акцентом на Свердловскую область, также у агентства был представитель в Пермском крае. В 2018 году в Перми была создана полноценная редакция под управлением писателя и журналиста Стефана Савелли (он позднее покинул URA.Ru из-за расхождения во взглядах на редакционную политику СМИ). Кроме того, URA.Ru создало собственную московскую редакцию. В настоящее время агентство также освещает повестки ДНР, ЛНР, Херсонской и Луганской областей.

## Критика

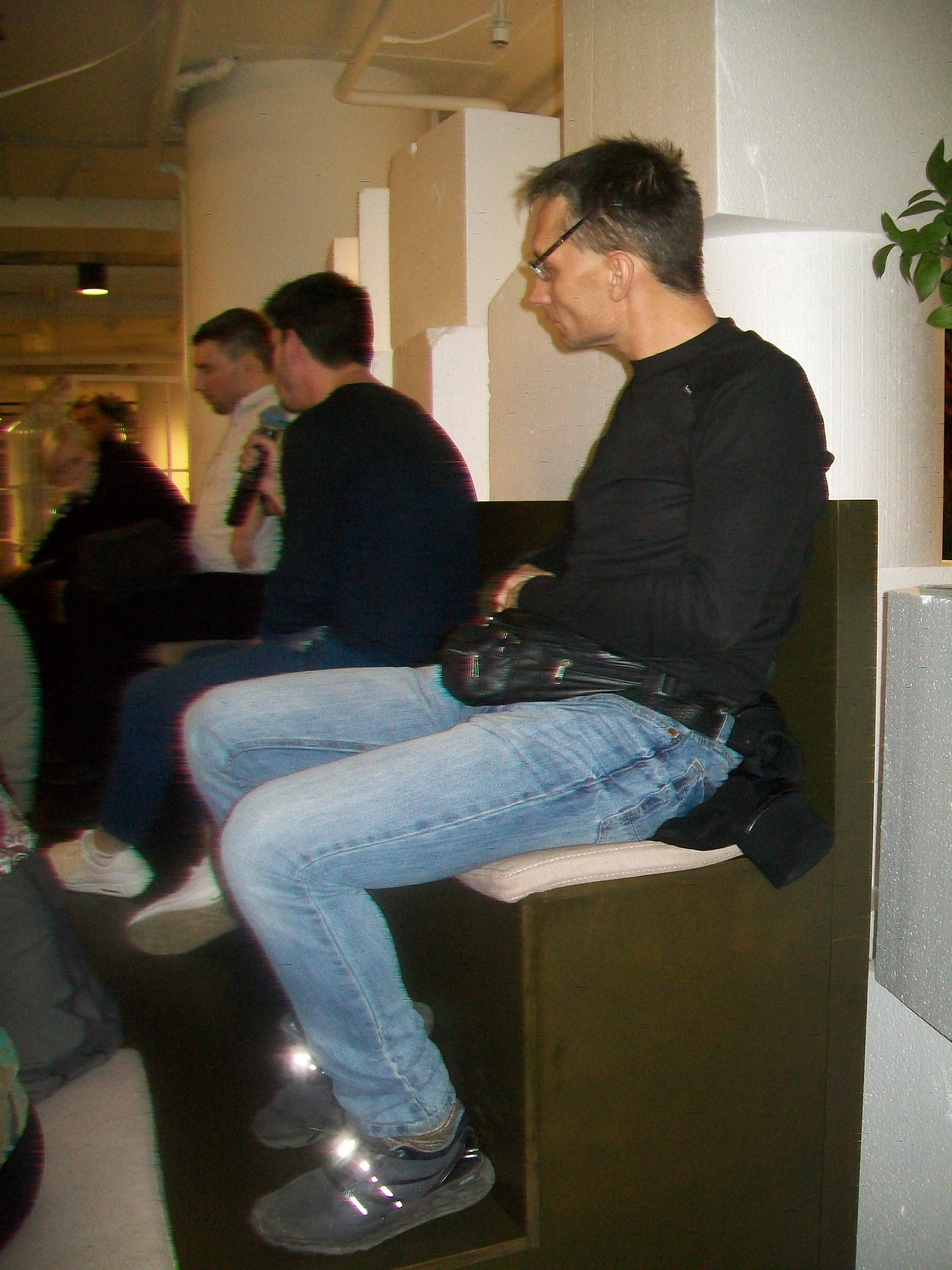
Журналист Андрей Гусельников (фото 2018 года в Ельцин-центре)

URA.Ru стало инициатором возбуждения уголовного дела против уральского блогера Руслана Соколовского. В августе 2016 года журналист агентства URA.Ru Андрей Гусельников взял у Соколовского комментарий по поводу размещённых Соколовским видеороликов. После интервью URA.Ru опубликовало информацию о видеороликах Соколовского, отметив, что «адепты РПЦ» вполне могут расценивать видео, сделанное блогером, как «оскорбление чувств верующих». В заметке Гусельникова, опубликованной 19 августа 2016 года, было сказано, что URA.Ru «обратилось к правоохранительным органам с просьбой провести проверку на предмет наличия в высказываниях блогера Соколовского признаков преступления, предусмотренного статьёй 148 Уголовного кодекса РФ (действия, выражающие явное неуважение к обществу и совершённые в целях оскорбления религиозных чувств верующих)». Глава пресс-службы ГУВД Свердловской области Валерий Горелых уже 19 августа 2016 года сообщил, что материалы по Соколовскому отправлены в центр по борьбе с экстремизмом для принятия процессуального решения.
3 сентября 2016 года Соколовский был арестован по обвинению в экстремизме и оскорблении чувств верующих. Обращение URA.Ru вызвало возмущение в русскоязычной блогосфере, расценившей его как донос. После ареста Соколовского, вечером 3 сентября 2016 года, URA.Ru опубликовало интервью главного редактора информационного агентства URA.Ru с Андреем Гусельниковым. Гусельников назвал свои действия «нормальной работой журналиста» и пояснил, что не просил о доследственной проверке в отношении Соколовского, а только хотел получить комментарий от правоохранительных органов. Гусельников заявил, что не находит себе места и что сделает все от него «зависящее, чтобы парень вышел на свободу». 7 сентября 2016 года международная правозащитная организация «Международная амнистия» признала Соколовского «узником совести».
В 2017 году «Собеседник» сообщал, что Биков и Бобров превратили URA.Ru в «запасной рупор Навального». В 2012 году Артём Биков заявил, что он «ярый сторонник господина Навального». А в 2017 году URA.Ru критиковало пресс-секретаря Путина Дмитрия Пескова за дорогие часы.
В феврале 2019 года URA.Ru совместно с телеканалом «Дождь» и радио «Эхо Москвы» стали предметом жёсткой критики со стороны высшего руководства Госдумы РФ. Парламентарии возмутились публикациями о том, как в Госдуме обсуждали «запрет продажи автомобилей гражданам, не имеющим парковочных мест». Парламентарии указали, что такого обсуждения в Госдуме не велось, в связи с чем Владимир Жириновский предложил упомянутые редакции «закрыть и арестовать». URA.Ru провело расследование, признало публикацию не соответствующей действительности и направило в Госдуму письмо с извинениями. Председатель Госдумы Вячеслав Володин в связи с этим объявил конфликт исчерпанным.
В декабре 2022 года интернет-издание «Проект» выпустило расследование, согласно которому в 2022 году издание URA.Ru опубликовало не менее 35 заказных материалов (а именно — «хвалебных статей») об Александре Лапине. Данные материалы также распространялись в Telegram-каналах. Для координации действий журналисты URA.Ru создали отдельные чаты с администраторами крупнейших каналов и отправляли им статьи, которые нужно было распространить. Издание «Проект» утверждает, что за эту работу сотрудники редакции URA.Ru получили существенную прибавку к зарплате.

## Руководство
Нынешний главный редактор — Диана Козлова.
За время работы издания главными редакторами работали многие журналисты. Среди них Александр Кириллов, сейчас возглавляющий агентство ЕАН, и Иван Некрасов, в 2022 году занявший пост декана факультета журналистики УрФУ.